# Tianhe-1
Tianhe-1 lub TH-1 (chiń. 天河一号; pinyin Tiānhé yīhào; dosł. „Droga Mleczna 1”) – superkomputer o mocy obliczeniowej 2,566 PFLOPS, czyli ponad 2½ biliarda operacji zmiennoprzecinkowych na sekundę. Znajduje się w National Supercomputing Center w mieście Tiencin w Chinach i od listopada 2010 do czerwca 2011 był najszybszym superkomputerem na świecie.
W październiku 2010 roku jego najnowsza wersja (Tianhe-1A), prześcignęła wcześniejszego rekordzistę, superkomputer Jaguar znajdujący się w Oak Ridge National Laboratory. W czerwcu 2011 Tianhe-1A został prześcignięty przez japoński K computer.
Tianhe-1A wykorzystuje 14336 procesorów Xeon X5670 i  7168 procesorów Nvidia Tesla M2050. Jest w nim dodatkowo zainstalowanych 2048 chińskich procesorów FT1000, ale nie są one aktualnie uwzględnione w jego mocy obliczeniowej. Jego teoretyczna maksymalna wydajność to 4,701 PFLOPS. Zużywa 4,04 MW mocy. Posiada 262 TB pamięci operacyjnej oraz  5 PB dysku twardego w systemie plików Lustre.